# Synagoga Beth-El w Casablance

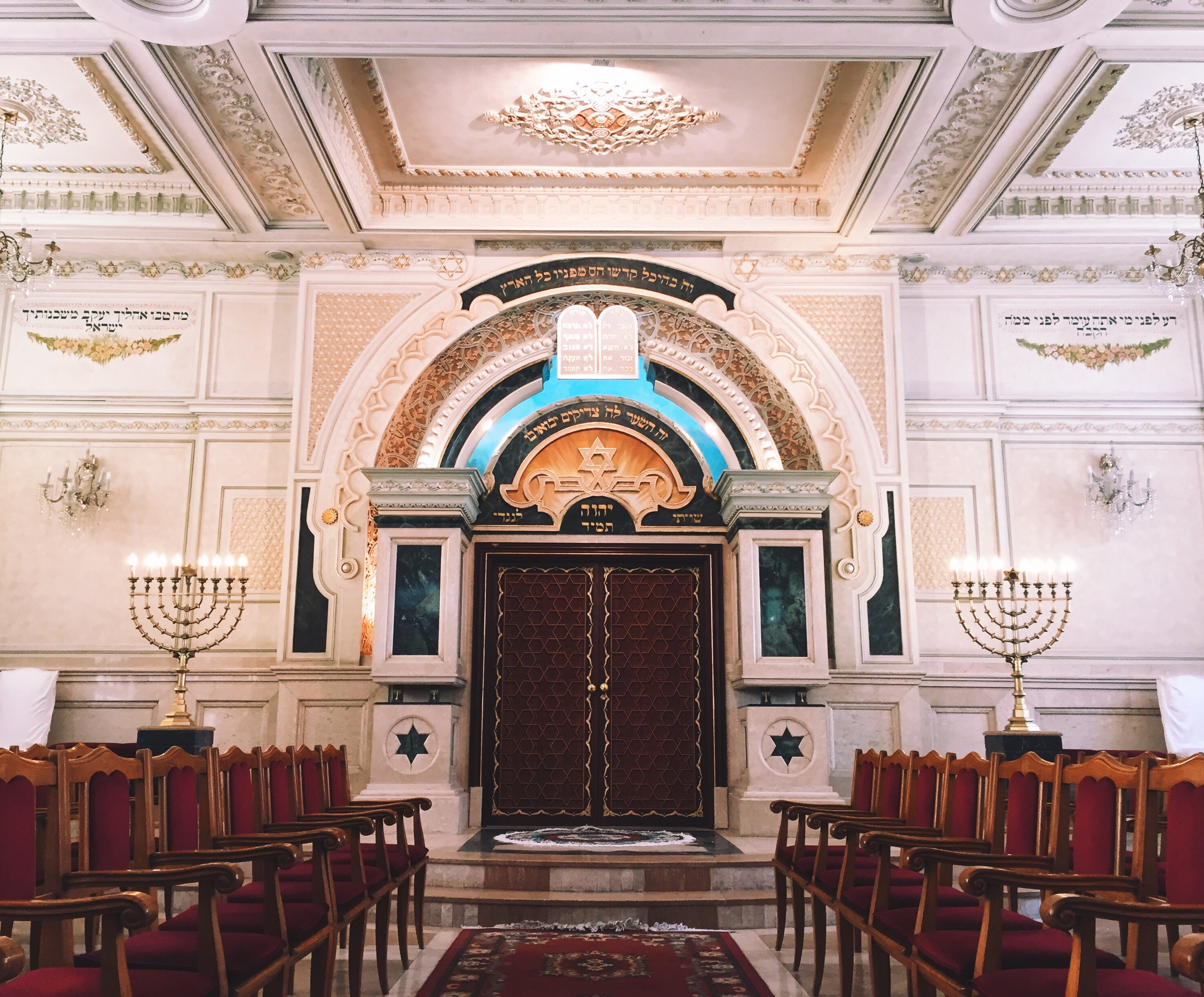
Wnętrze synagogi

Synagoga Beth-El w Casablance (hebr. בית הכנסת בית-אל) – sefardyjska synagoga znajdująca się w Casablance w Maroku, przy ulicy Verlet Hanus 67. Jest jednym z około 30 funkcjonujących w mieście żydowskich domów modlitwy, a także uchodzi za centrum miejscowej społeczności żydowskiej.